# Остін Теппен Райт
Остін Теппен Райт (англ. Austin Tappan Wright; 20 серпня 1983, Гановер (Нью-Гемпшир) — 18 вересня 1931, Санта-Фе (Нью-Мексико)) — американський юрист і письменник, відомий завдяки своєму роману-утопії «Островитанія» (англ. «Islandia»).

## Біографія
Остін Теппен Райт народився в сім'ї Джона Генрі Вайта (декана школи мистецтв і наук Гарвардського університету) і Мері Теппен Райт (письменниці). В 1901 році він почав навчатись в Гарвардському коледжі звідки випустився в 1905 з дипломом бакалавра мистецтв. В 1906 році він почав навчатись в Гарвардській школі права, де і отримав диплом бакалавра права з cum laude в 1908, також протягом 1906—1907 він відвідував курси в Оксфордському університеті. В останній рік свого навчання він також працював редактором журналу «Harvard Law Review».
Протягом 1908—1916 років він працював в юридичній фірмі відомого юриста Луїса Брендейса в Бостоні. 12 листопада 1912 року він одружився з Маргарет Геррет Стон, з якою в нього було чотири дитини. З 1916 року він викладав юриспруденцію в Берклі. Під час першої світової війни трохи працював на міністерство флоту США. Протягом 1919—1924 він також працював юристом в Сан-Франциско. З 1924 року і аж до своєї смерті він працював в Пенсильванському університеті. Як викладач він також проводив курси в Стенфордському університеті (1922), в Мічиганському університеті (1924) і в університеті Південної Каліфорнії (1931). Райт активно публікувався в різноманітних правових журналах.
18 вересня 1931 року він загинув в автомобільній аварії.

## Літературна діяльність
Протягом свого життя він опублікував лише одне оповідання «1915?» в журналі The Atlantic в квітні 1915 року. І мало хто знав що він дуже довго працював над великим романом-утопією про фантастичну країну Островитанію. Зокрема він описував географію, історію і культуру цього світу, після смерті він залишив 2300 сторінок з описом Островитанії, словником мови, таблицями чисельності населення, хронологію подій, довідник і історію кожної провінції. Окремим документом була загальна історія країни.
Після смерті автора його дружина редагувала матеріал аже до своєї смерті в 1937, і цим ділом зайнялась його дочка Сильвія продовжила редагувати текст. Врешті-решт в 1942 році роман «Островитанія» (англ. «Islandia») вийшов разом з коротким додатком «Вступ до Островитанії» (англ. « An introduction to Islandia; its history, customs, laws, language, and geography»). Роман швидко здобув популярність, письменник Марк Секстон написав три романи продовження в вигаданому Райтом світі, а в 2018 році роман номінувався на премію Ретро-Г'юго в категорії найкращий роман.